# Институт исследований преступлений коммунизма
Институт исследований преступлений коммунизма (ИИПК) (шведский: Upplysning kommunismen UOK) является шведской некоммерческой и неправительственной организацией, основанной в 2008 году с заявленной целью «распространение необходимой информации о преступлениях коммунизма и поощрение бдительности в отношении всех тоталитарных идеологий и антидемократических движений».
ИИПК издает информационные материалы, публикует в средствах массовой информации обзоры, отчеты и учебные материалы, участвует в публичных дебатах, а также организует показы фильмов, семинары, слушания, а также другие массовые информационные мероприятия и выставки, связанные с данной темой. ИИПК сотрудничает с национальными учреждениями, посольствами, институтами, неправительственными организациями, а также организациями в Европе, Соединенных Штатах и Канаде.
Среди известных и почётных членов ИИПК, внёсших существенный вклад в деятельность организации значатся: нынешний министр иностранных дел и бывший премьер-министр Швеции Карл Бильдт, бывший премьер-министр Эстонии Март Лаар, бывший посол и комиссар ЕС Латвии Сандра Калниете, член Европейского Парламента Гуннар Хёкмарк, профессор Роберт Конквест, профессор истории Кристиан Гернер, профессор восточноевропейских исследований Хедлунда Стефан, профессор истории Клас-Гёран Карлссон, писатель и журналист Стаффан Скотт, автор и журналист Каа Енеберг и многие другие.